# 地球に乾杯
地球に乾杯（ちきゅうにかんぱい）とは、NHK総合で1999年4月8日から2004年3月27日まで放送されたドキュメンタリー番組である。字幕放送を実施した。

## 概要
番組自体は、BS2で放送されていたドキュメンタリー番組「地球に好奇心」のダイジェスト版である。
当初は木曜日22時から、2000年4月からは水曜の23時台に放送されたが、2002年4月以後23時から15分のドラマを新設するために土曜の22時20分からの番組となった。ところが、土曜日に移動すると、プロ野球中継やNHKスペシャルの延長により月1 - 2回ほどしか放送されなくなり、2004年3月限りで打ち切られた。

## ナレーター
- 1999年度は週代わり（アナウンサー、タレントら）
- 2000年度 - 2001年度：柴田祐規子
- 2002年度：中川緑、滑川和男（2名のローテーション）
- 2003年度：中川緑、滑川和男
滑川はNHK仙台放送局への転籍に伴い、2003年途中から内藤啓史に交代した（同じく2名のローテーション）。

## スタッフ
- 音楽 - 羽毛田丈史
- 技術協力 - ヌーベルバーグ